# Academia Ecuatoriana de la Lengua
La Academia Ecuatoriana de la Lengua es una institución cultural ecuatoriana. Fue establecida en Quito el 15 de octubre de 1874 y pertenece a la Asociación de Academias de la Lengua Española. Su fin es científico y literario, en pro de la defensa del idioma, su espíritu y su unidad. Entre sus principales objetivos se encuentran la investigación lingüística, la evolución del idioma, la aparición y aceptación de neologismos y la atención a términos en desuso.
La corporación ecuatoriana procura mantener la comunicación institucional con las academias y entidades similares; fomenta y propaga el estudio de la lengua mediante sesiones privadas, conferencias, congresos y publicaciones especializadas. Asimismo, responde a solicitudes sobre dudas idiomáticas y asesora a autoridades nacionales, seccionales o locales, y a los medios de comunicación. Ejecuta planes y proyectos encaminados al conocimiento, estudio y difusión del español en el Ecuador, y al engrandecimiento de las letras del país. Además, mantiene convenios con algunas instituciones políticas y culturales para corregir el estilo de las leyes, códigos y textos que le fueren entregados. Dicta conferencias, cursos de corrección idiomática y de actualización de conocimientos sobre temas atinentes a la lengua.

## Historia

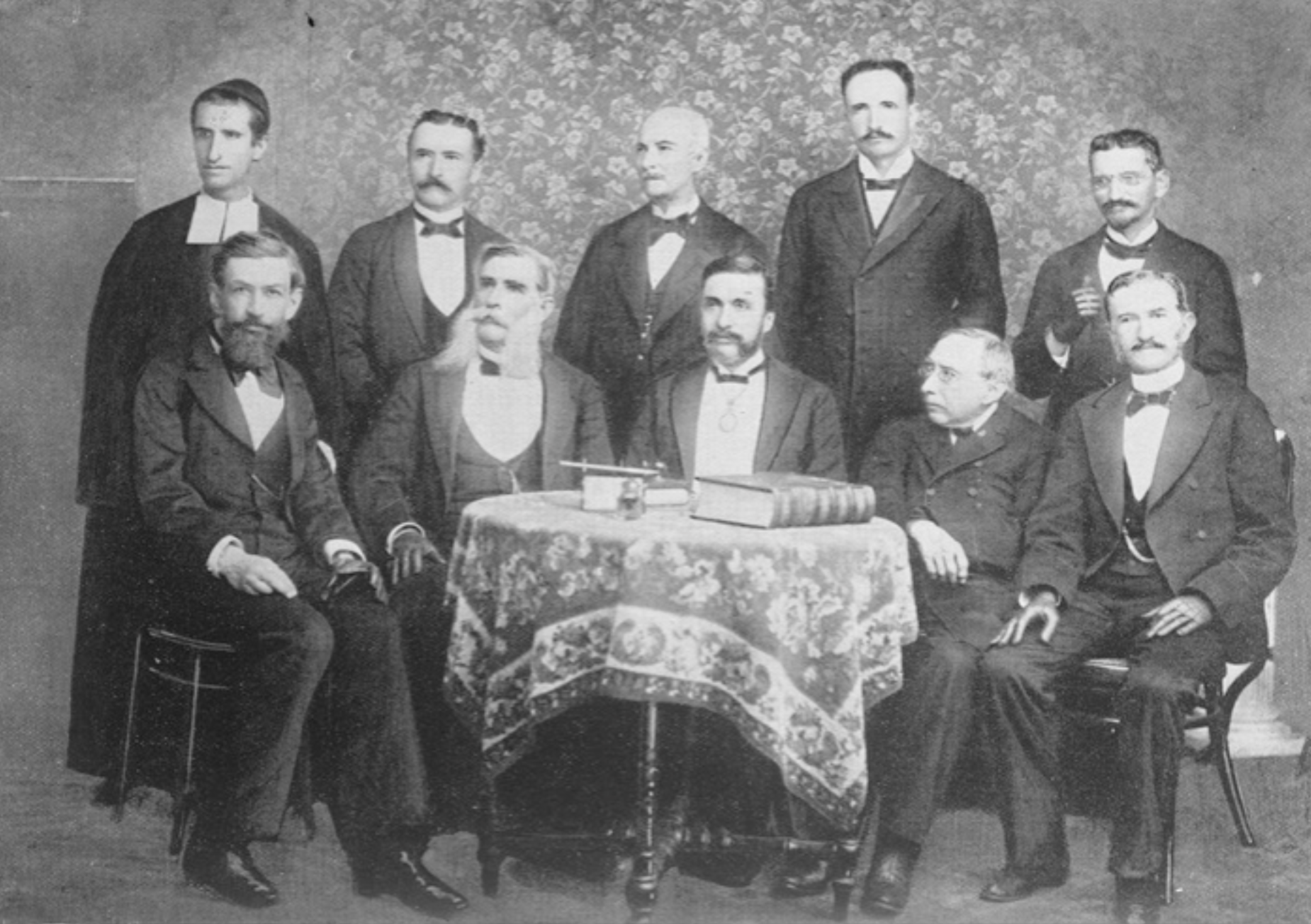
Fundación de la Academia Ecuatoriana de la Lengua De pie, de izq-der: Hermano Miguel, Roberto Espinosa, Miguel Egas, Carlos R. Tobar y Quintiliano Sánchez. sentado, de izq-der: Juan León Mera, Luis Cordero, Julio Castro, Pablo Herrera y José Modesto.

La historia se remonta de alguna forma, a la de la Real Academia Española, la cual fue fundada en 1713, por don Juan Manuel Fernández Pacheco con la finalidad de limpiar, fijar y dar esplendor a la lengua española. A finales de 1870, la Academia Española concedió las respectivas autorizaciones para poder establecer instituciones correspondientes a ella en diferentes países que poseían el habla castellana, y así, el 4 de marzo de 1875, se logró instalar en Quito la Academia Ecuatoriana de la Lengua, que entre sus principales propósitos, se encontraba el de albergar en ella a los grupos intelectuales y literarios de todas las regiones del país.
La Academia Ecuatoriana de la Lengua (AEL), la segunda fundada en América, se estableció en Quito el 15 de octubre de 1874, aunque su reconocimiento jurídico data del 4 de mayo de 1875. Los miembros fundadores fueron Pedro Fermín Cevallos, Julio Zaldumbide, Belisario Peña, Francisco Javier Salazar, Pablo Herrera y José Modesto Espinosa, quienes ya eran con anterioridad miembros correspondientes de la Real Academia Española.
Uno de sus notables miembros de número fue José Rumazo González quien además presidió la institución por nueve años, donde lideró la primera restauración de su sede en Quito entre 1977 y 1982. Participó además en el Quinto Congreso de Academias de la Lengua Española, se opuso a la creación de una academia en Estados Unidos y participó en debates sobre la vigilancia del lenguaje.
A lo largo de su historia, la Academia ha publicado la revista Memorias y la colección «Horizonte Cultural», que reedita antiguas obras de sus miembros, con un estudio preliminar actual, y ensayos relativos a estudios idiomáticos o de crítica literaria.
En 2013, tras el fallecimiento de Renán Flores Jaramillo, Susana Cordero fue nombrada presidente de la institución, la primera mujer en ostentar el cargo.
En abril de 2016, la Academia en colaboración con la Universidad Técnica Particular de Loja (UTPL) organizó unas Jornadas Cervantinas, en conmemoración de los cuatrocientos años del fallecimiento del escritor.

## Académicos

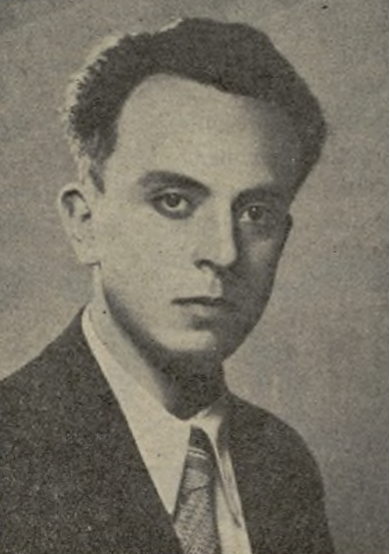
José Rumazo González
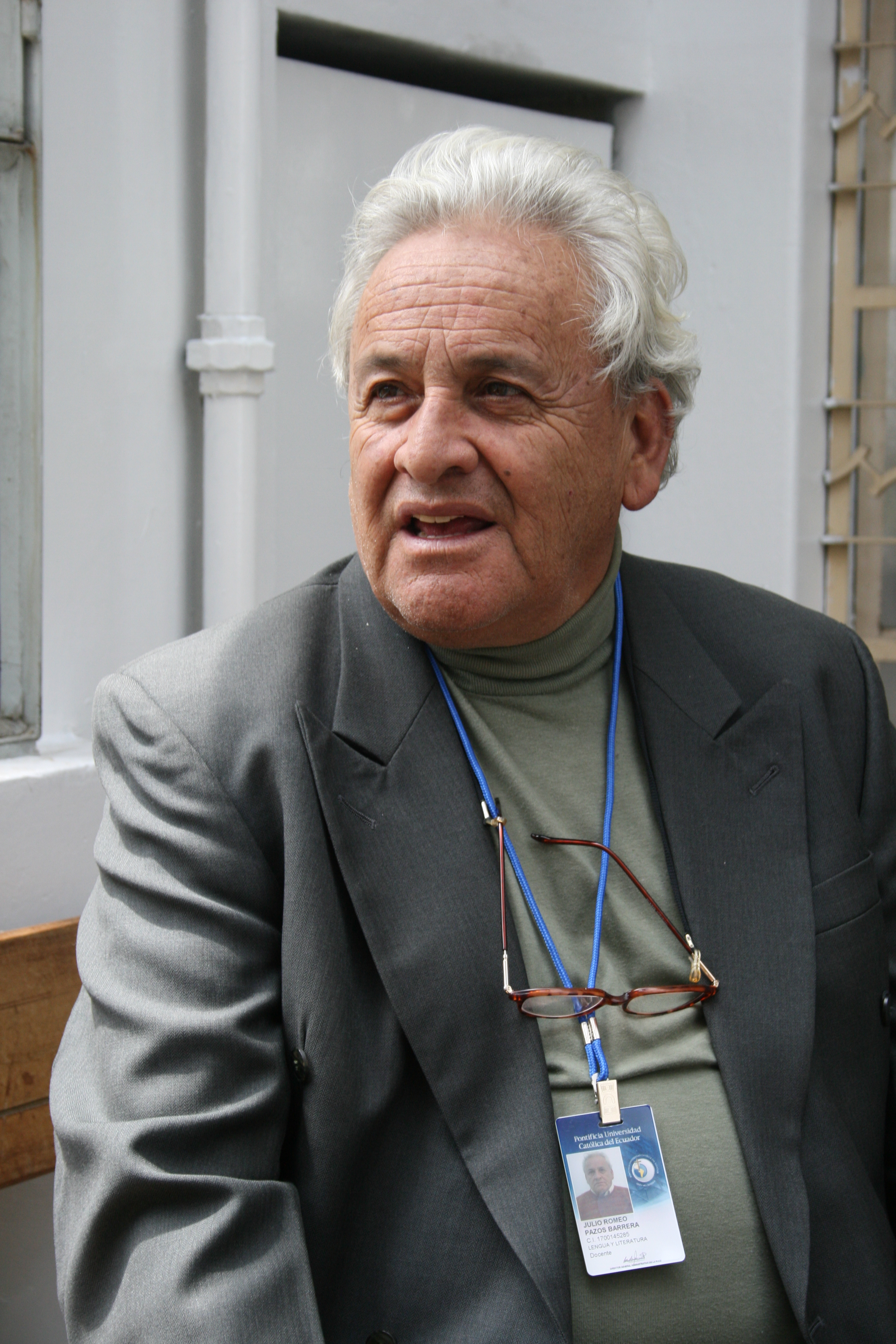
Julio Pazos Barrera
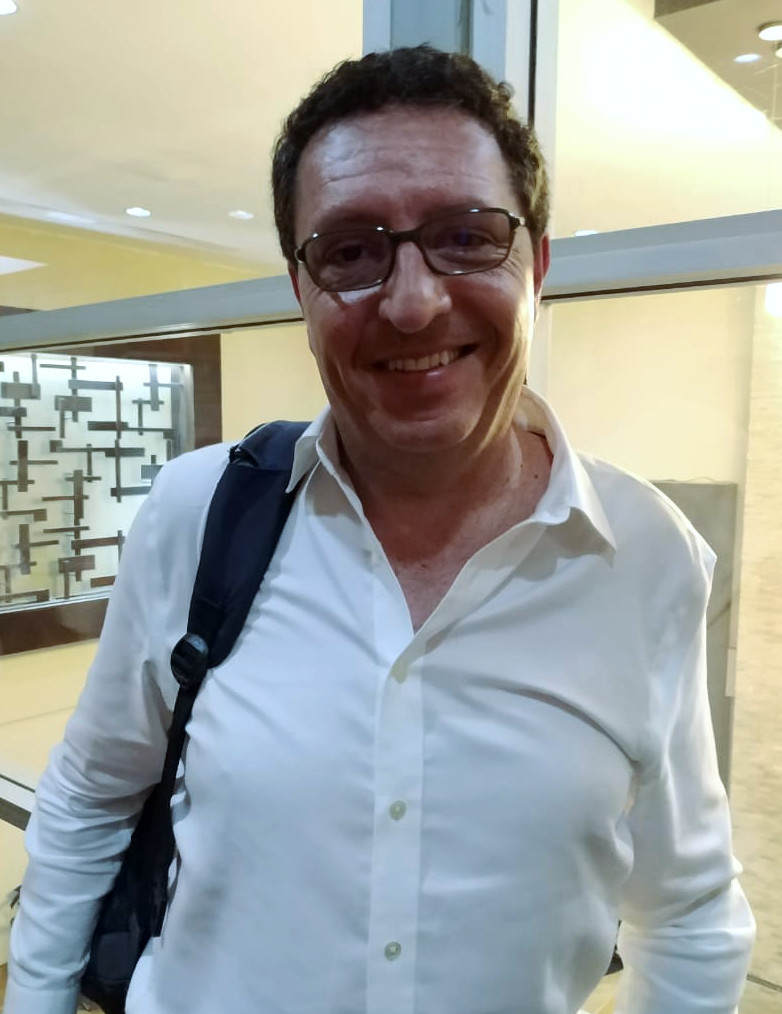
Óscar Vela
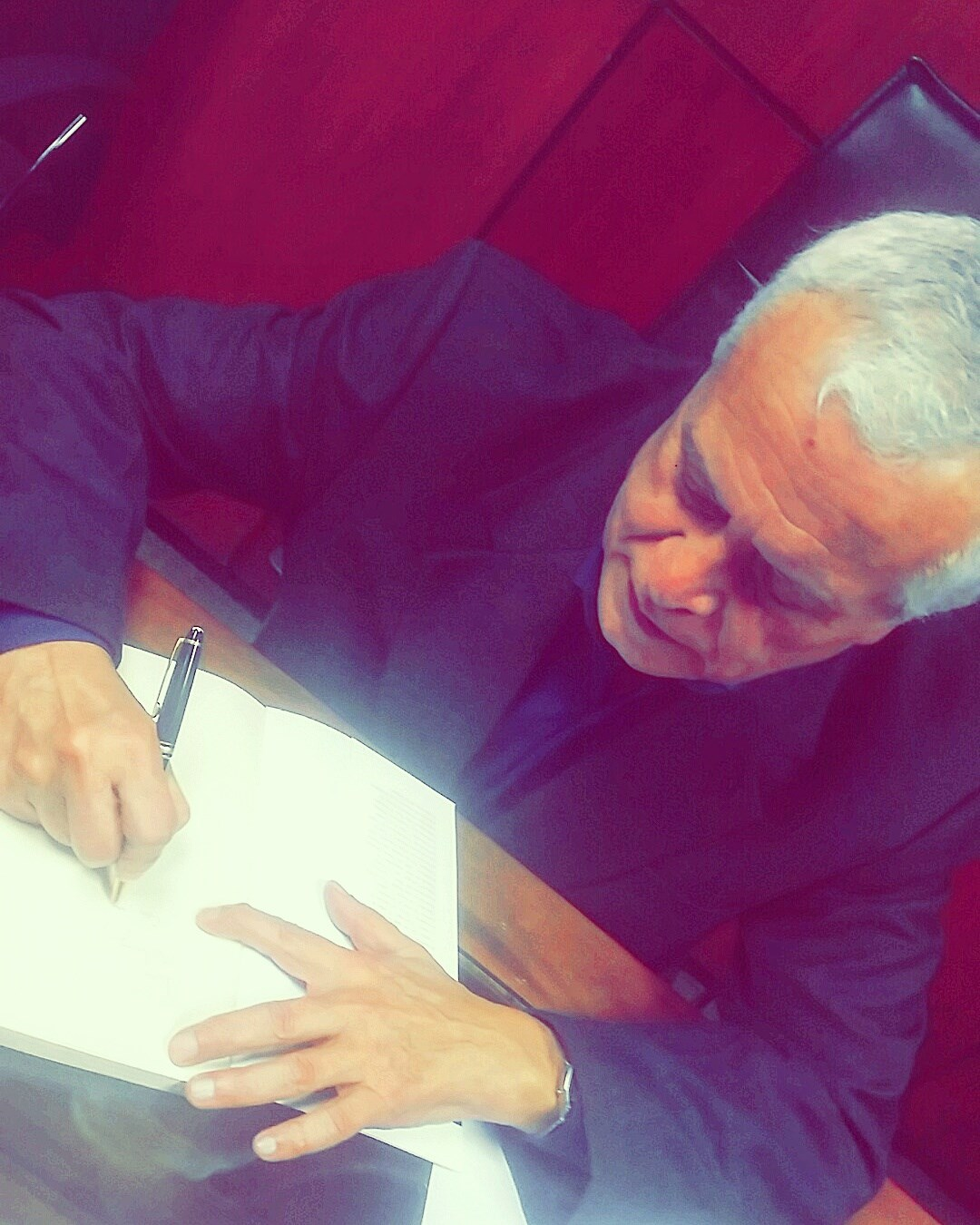
Francisco Proaño Arandi
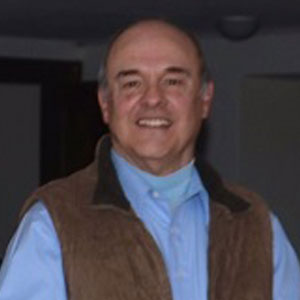
Luis Aguilar Monsalve
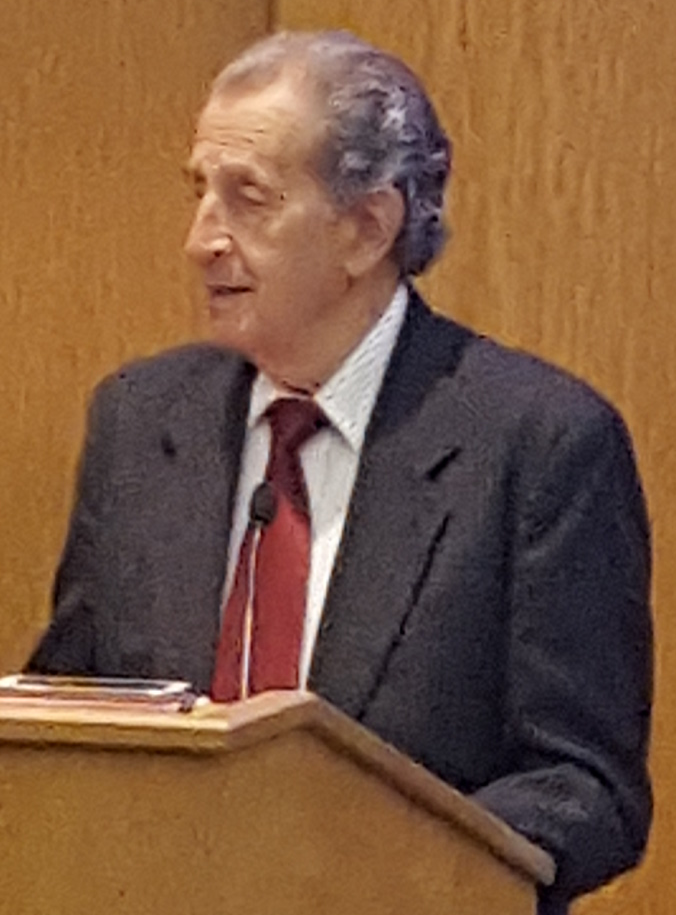
Rodrigo Borja Cevallos
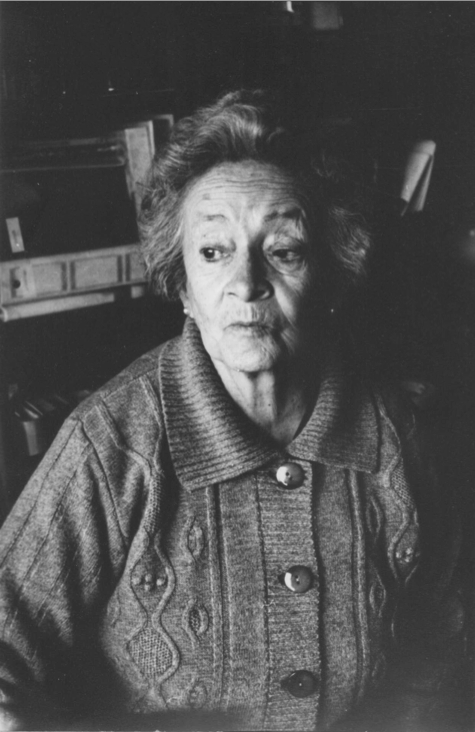
Alicia Yánez Cossío
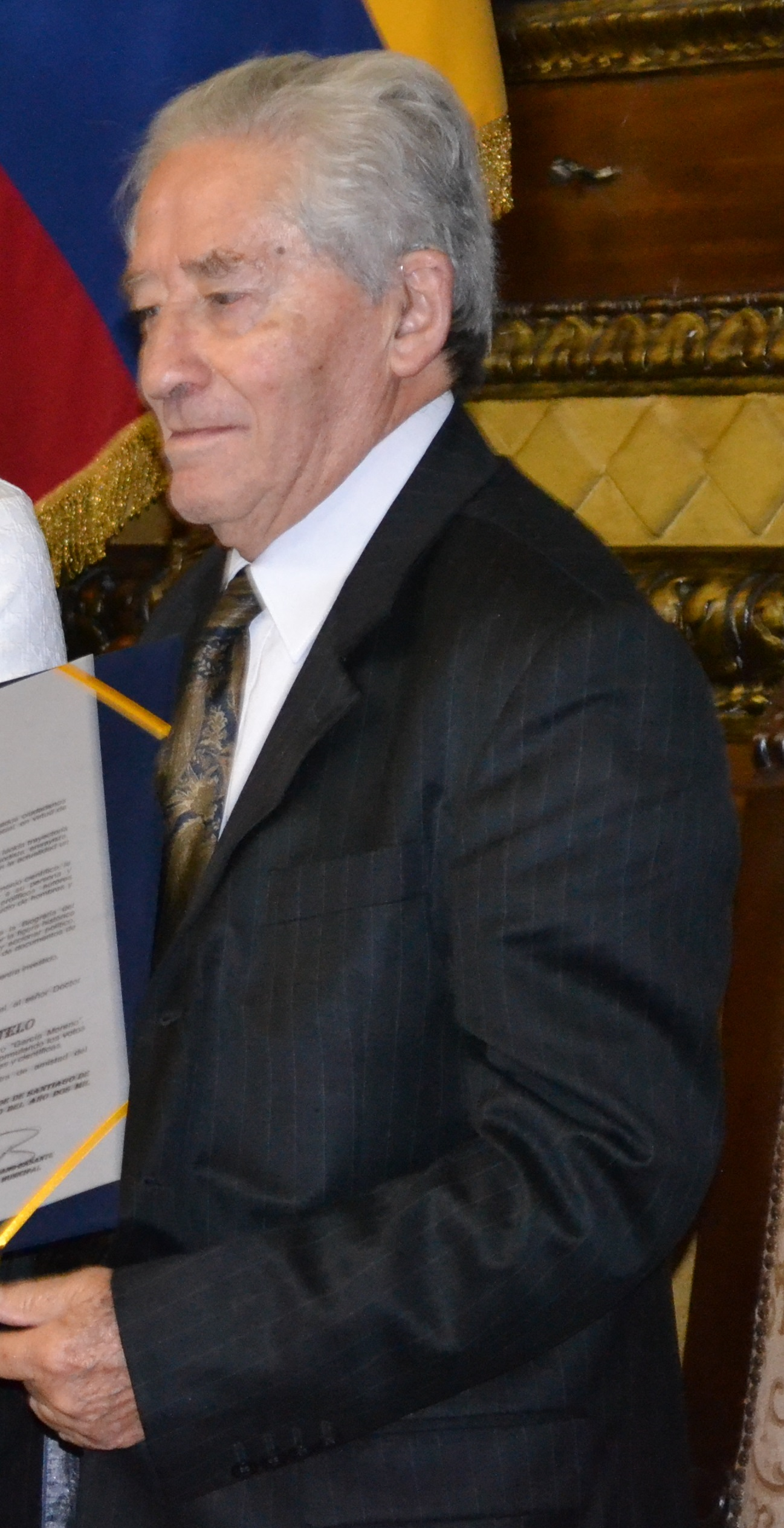
Hernán Rodríguez Castelo
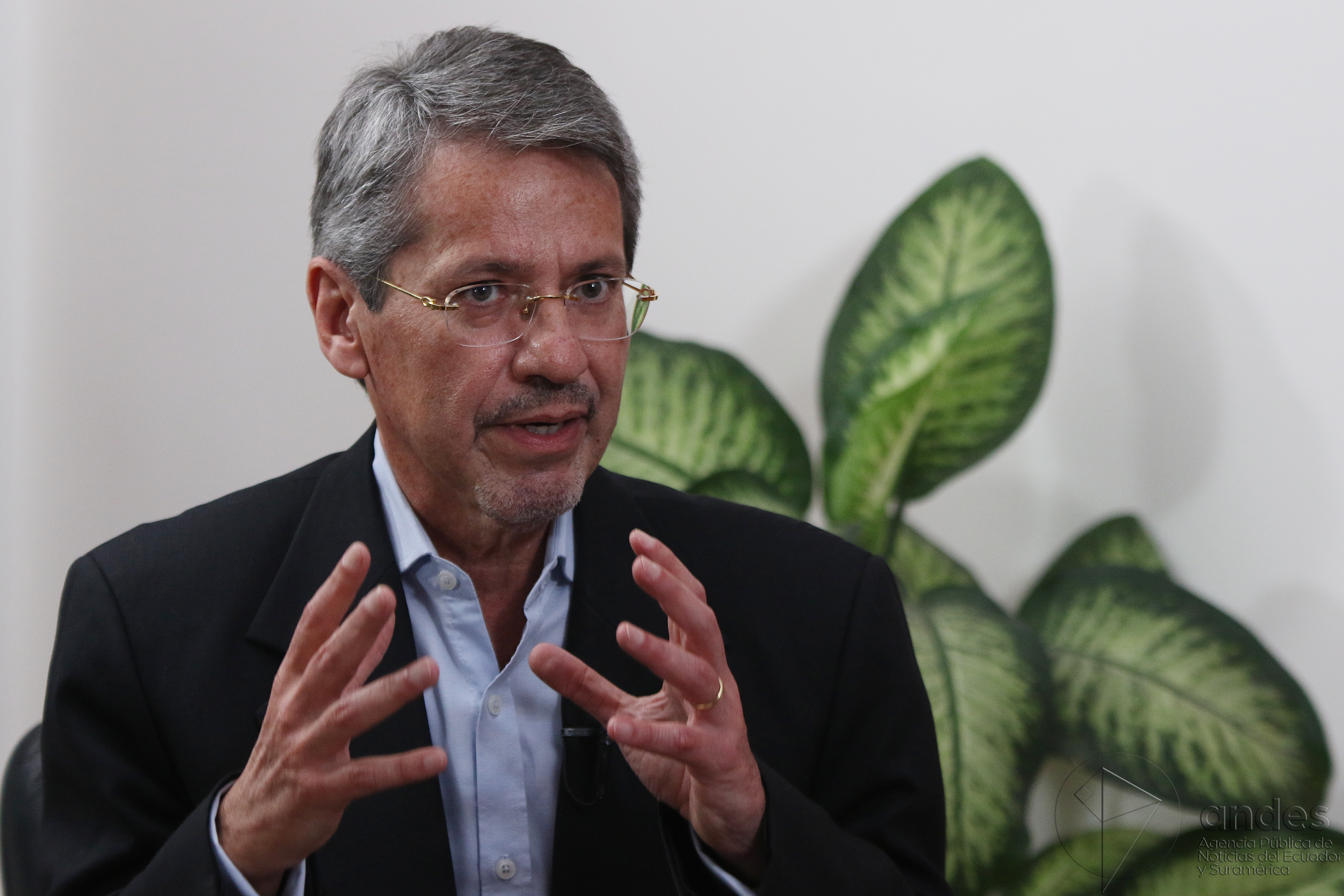
Raúl Vallejo

### Académicos de número por orden de antigüedad
- José Rumazo González
- Galo René Pérez
- Juan Larrea Holguín
- Jorge Salvador Lara
- Hernán Rodríguez Castelo
- Gustavo Alfredo Jácome
- Gabriel Cevallos García
- Filoteo Samaniego Salazar
- Esperanza Matheus y Yerovi
- Luis Alberto Luna Tobar
- Jorge Isaac Cazorla
- Manuel Corrales Pascual
- Carlos Joaquín Córdova Malo
- Jaime Dousdebés Carvajal
- Alicia Yánez Cossío
- Renán Flores Jaramillo
- Susana Cordero
- Mario Cobo Barona
- Teresa Crespo
- Fausto Aguirre Tirado
- Claudio Mena Villamar
- Juan Valdano Morejón
- Alfonso Barrera Valverde
- Marco Antonio Rodríguez
- Rodrigo Borja Cevallos
- Luis Aguilar Monsalve
- Francisco Proaño Arandi
- Julio Pazos Barrera
- Jaime Marchán Romero
- Simón Espinosa Cordero
- Jacinto Cordero Espinosa
- Óscar Vela
- Raúl Vallejo[7][8]
- Carlos Carrión